# The Politicians
The Politicians è un film muto del 1915 diretto da Bert Angeles. Fu il primo di tre che la famosa coppia comica del vaudeville formata da George Bickel e Harry Watson girò per il produttore George Kleine.
La sceneggiatura di Aaron Hoffman si basava sull'omonima farsa resa popolare da Clarence Kolb e Max Dill, due noti attori del teatro di rivista.

## Trama
Solomon McQuire e Horatius Q. Olson, due politicanti corrotti, scappano via da New York tallonati dall'investigatrice Ruby Swift che sta indagando su di loro. I due, comperata un'automobile fatiscente, arrivano nella città di Hicktown, nella quale si stanno per tenere le elezioni annuali per la nomina del sindaco. Esperti come sono di tutti i trucchi e i maneggi della politica, hanno l'idea di sfruttare il suffragio femminile a loro vantaggio e sfidano Franklin Bond, l'ingenuo sindaco in carica. Per assicurarsi la vittoria, la coppia di lestofanti chiede l'aiuto di Ruby. La giovane diventa testimone del furto di numerose urne, ma non riesce a capire dove siano state nascoste. Horatius, che vorrebbe sposare Lotta, la figlia del sindaco, incastra come responsabile della sparizione delle urne un suo rivale, Tom Davis. Intanto Ruby, diventata la segretaria dei due intrallazzatori, flirta con entrambi sperando, in questo modo, di scoprire dove siano andate a finire le schede. Alla fine, le sue indagini la portano alla soluzione del mistero: trova le schede scomparse, riuscendo così a discolpare anche Tom e a inchiodare il duo che viene assicurato alla giustizia.

## Produzione
Il film fu prodotto dalla George Kleine Productions. Le riprese, come riportava il Motion Picture News, iniziarono nell'agosto 1915 con un "cast di Broadway". Lo stesso giornale, in seguito, accreditò al compositore Jack Raynes la stesura della musica di accompagnamento del film.

## Distribuzione
Il copyright del film, richiesto da George Kleine, fu registrato il 17 novembre 1915 con il numero LP7101.

Distribuito dalla Kleine-Edison Feature Services, il film uscì nelle sale statunitensi il 17 novembre 1915. Il Motion Picture News dell'11 dicembre riportava che il consiglio di censura dell'Ohio aveva rimosso la didascalia, ritenuta probabilmente offensiva, Curses! That proud and haughty gal shall yet be mine ("Maledizione! Quella ragazza orgogliosa e altera sarà ancora mia!").
Del film, il 13 maggio 1917, uscì una riedizione in due rulli a cura della Kleine-Edison-Selig-Essanay Service.
Copia completa della pellicola si trova conservata negli archivi della Library of Congress di Washington (George Kleine collection).